# Aeroportul Regional Clinton
Aeroportul Regional Clinton (IATA: CLK, ICAO: KCLK, FAA LID: CLK) este un aeroport din Oklahoma, Statele Unite ale Americii ce deservește zona Clinton⁠(d). A fost numit după zona deservită.
Situat la o altitudine de 493 m, aeroportul dispune de 2 piste.

## Infrastructură

### Piste
Aeroportul dispune de 2 piste. Pista 17/35 are suprafața de asfalt și dimensiunile 4.305 picioare × 72 picioare. Pista 13/31 are suprafața de Iarbă și dimensiunile 1.348 picioare × 245 picioare. 